# Вілла Ротонда
Вілла Ротонда (італ. La Rotonda) — заміська споруда архітектора Палладіо, що вважається зразком вілли в стилі класицизм чи його різновиду — палладіанства.

## Побудова і назва

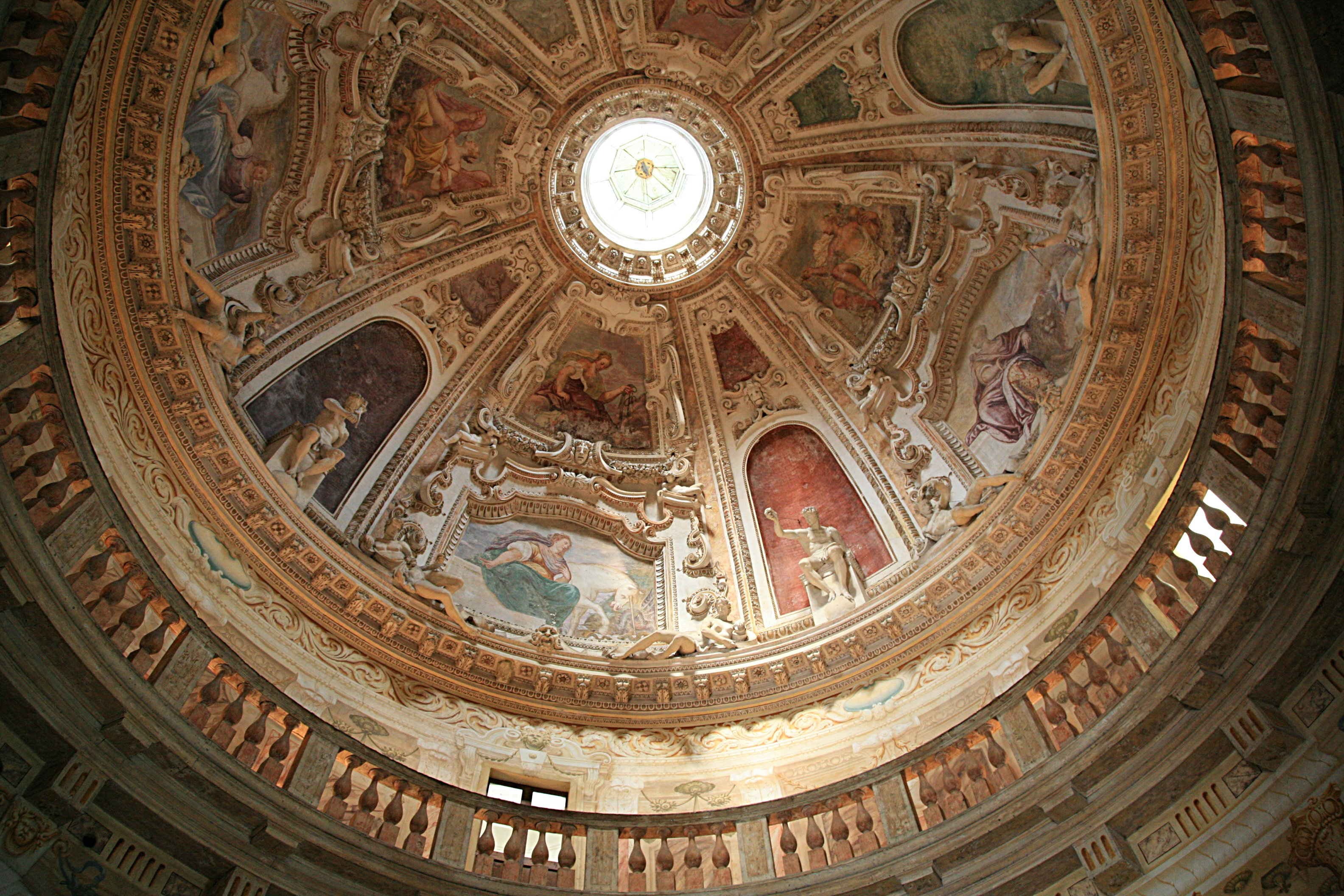
Барокові фрески куполу вілли зсередини.

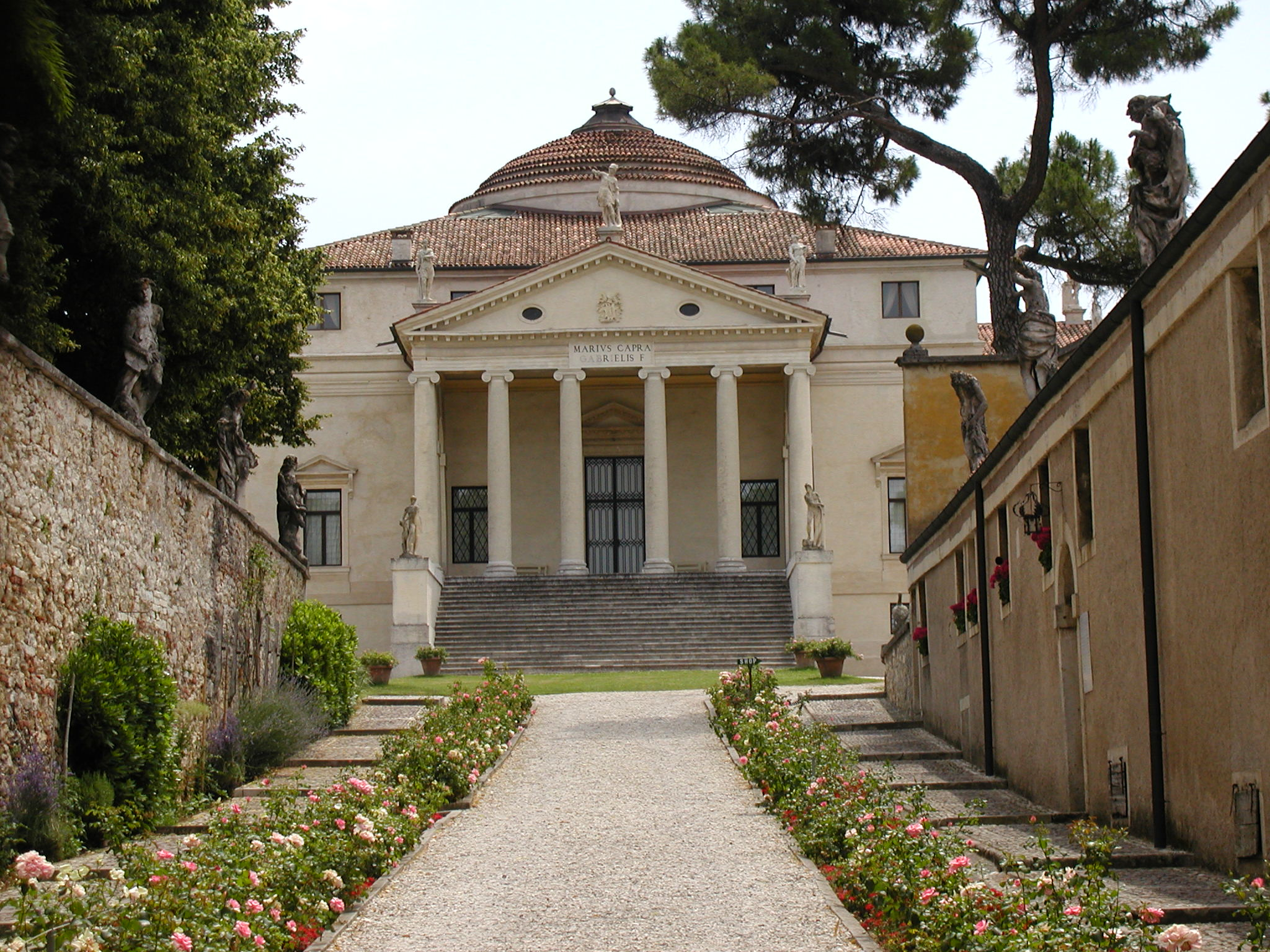
Вілла збоку саду і службових флігелів

Замовником споруди був Паоло Альмеріко, чиновник з Ватикану у відставці. Вілла побудована на пагорбі поблизу міста Віченца.
Саме будівництво закінчено у 1561 році. Палладіо не встиг добудувати віллу і її закінчував інший архітектор — Вінченцо Скамоцці. Саме Скамоцці належить кругла баня, що вінчає будівлю і є великим архітектурним ліхтарем для освітлення заокругленої вітальні. Віддалено це рішення нагадує давньоримську ротонду храму Пантеон у Римі.
У Венеції доба Відродження затрималась довше, ніж в інших мистецьких центрах Італії. Тому ясну і строго симетричну композицію Вілли Ротонда відносять до будівель Відродження, хоча вона виникла в оточенні маньєризму, що співіснував разом з пізнім венеціанським Відродженням.
Водночас симетричні, виглажені фасади вілл Палладіо (Вілла Ротонда також), стали зразками для нової течії в європейській архітектурі — класицизму і його різновиду — палладіанства.
За прізвищами власників і йдуть назви вілли — Альмеріко, Капра, Вальмерана, що некоректно. Бо сто власників дадуть 100 назв єдиному й незмінному об'єктові.

### Впливи зразка

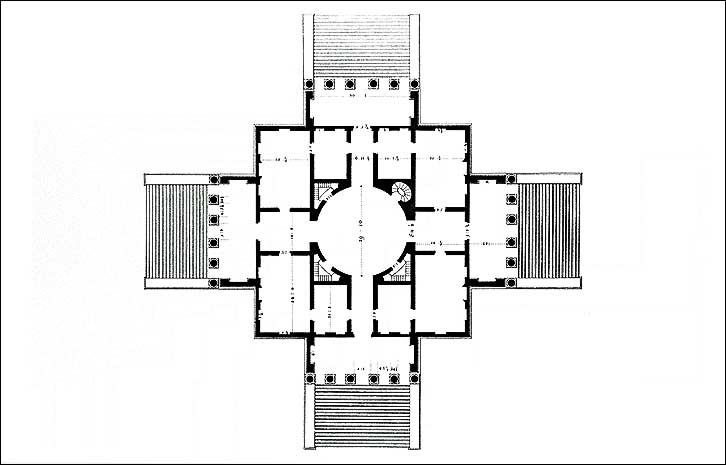
План Вілли Ротонда

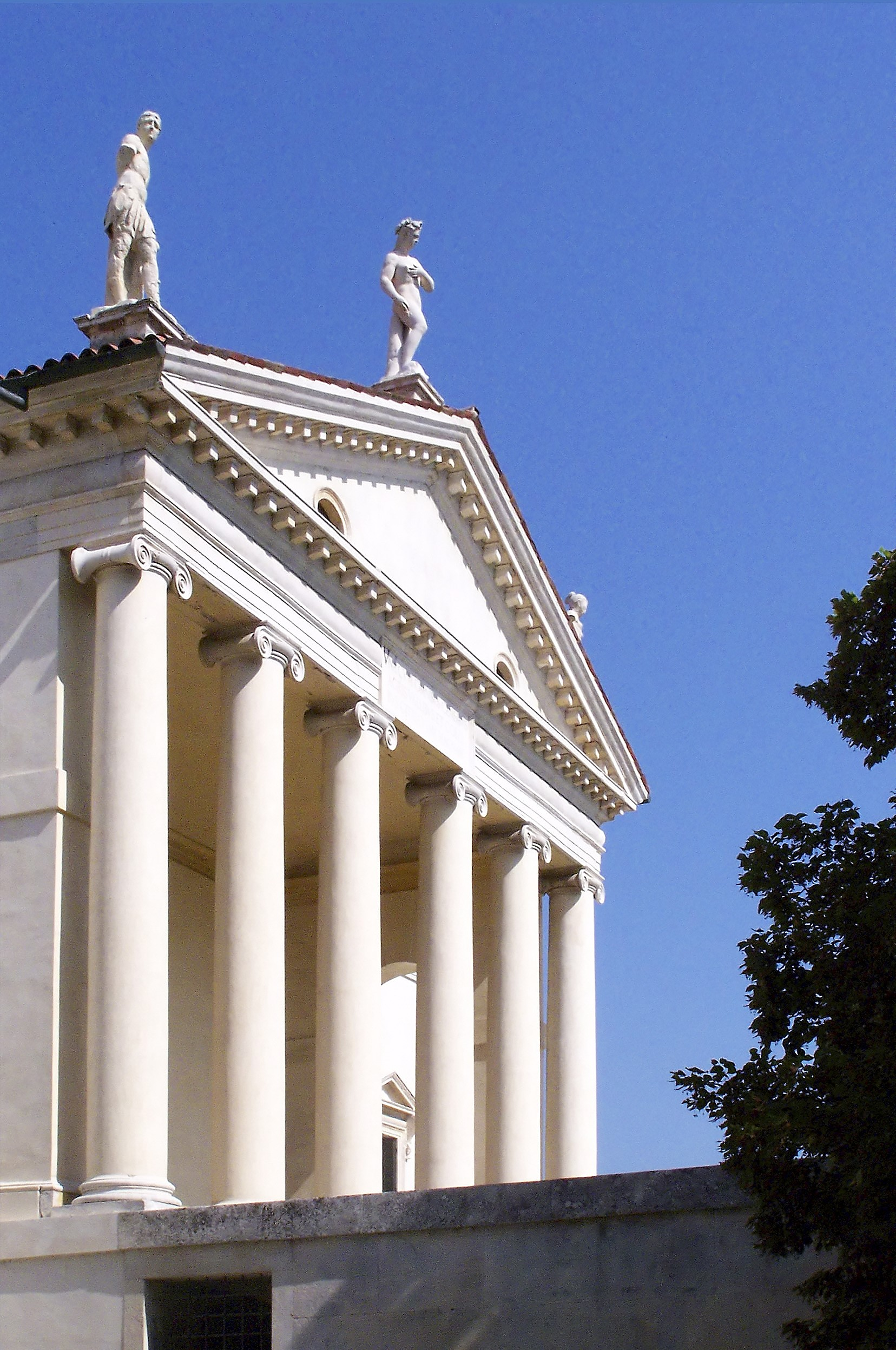
Один з портиків Вілли Ротонда

Віллу досить швидко оголосили зразком, тим паче що вона стала першою побудовою з використанням храмових елементів давньоримської архітектури в приватному будівництві і досить гармонійним поєднанням з навколишнім середовищем. Цьому слугували портики на фасадах вілли, широкі сходи, пірамідальна побудова об'ємів, що завершувалась невисоким куполом.
До вілли, як і до міста Віченца, почалося паломництво. Декілька європейських архітекторів прибували сюди заради знайомства й вивчення будівель Палладіо. Некритично сприйняті ідеї призвели до механічного запозичення прийомів Палладіо і перенесення їх в інші географічні зони, несприятливі для настанов Палладіо. Архітектурний спадок Палладіо став для інших архітерторів ознакою причетності до уславлених зразків і покажчиком ерудиції.
Особливе поширення ідеї Палладіо мали в двох імперіях — у Російській наприкінці 18 століття і в Британській. В останній дійшли до повного копіювання Вілли в садибах лорда Барлінгтона (Чізвік), у садибі графа Вестморленда (Мереворт — Касл). Копії відрізнялися лише більшим куполом і меншим використанням скульптур на фасадах. Вілла Ротонда стала зразком і для побудови церкви Св. Софії поряд з Царським Селом. Декілька споруд з використанням образу Вілли Ротонда побудовані і в США.
Тобто архітектурний зразок почав використовуватись у різних якостях, не змінюючи своєї структури. Ідея досягла кінцевого пункту свого розвитку і завмерла.

### Оцінки 200— 400 років потому
Критичний аналіз творчого спадку Палладіо і його послідовників почався вже наприкінці 18 століття. Особливо логічними були аналіз і критика з боку архітектора і реставратора готичних споруд на ім'я Віолле ле Дюк (1814 — 1879) з Франції.
Віолле ле Дюк глянув на спадок Палладіо з висот надзвичайних досягнень французької архітектурної школи, досить несхожої на уславлену італійську, палко закохану в давньоримську античність. Він сам зробив подорож до Італії, де вивчав споруди Палладіо і його послідовників. Його рішучі висновки мав вже лист, де він писав: 
| Я відбув в Італію, повний думок про Палладіо, яким нас довго годували в майстерні. Я не можу вам передати, яким було моє розчарування, коли я побачив архітектуру цього майстра… Кажу без сорому, що знайшов Палладіо, Сансовіно та Віньолу більш ніж нудними. Їхні споруди, на мій погляд, суміш античності і рококо, і все це холодне і полишене характеру (індивідуальності). Вони хотіли систематизувати Відродження, а замість цього зробили профанацію (спрощення). |
Йому, представнику французької архітектурної школи, після романської і готичної архітектури, після архітектурного буму 17 століття було що з чим порівнювати. Найкращі зразки архітектури Франції якраз мали і характер, і індивідуальність, і різноманітність, і потенції до подальшого розвитку. Було і могутнє теоретичне підґрунтя в творах попередника ще 17 століття (Франсуа Блондель).
Рішучі висновки Віолле ле Дюка були підтримані як споживачами архітектури класицизму, так і архітекторами, що втомилися від постійних і монотонних портиків, колон, трикутних фронтонів, виглажених стін з аскетичними і нечастими деталями. Так, офіційно підтриманий класицизм (імператорами Наполеоном у Франції, Олександром І і Миколою І в Російській імперії) почав викликати спротив, що зростав.
В Росії класицизм навіть рішуче пов'язали з владною тиранією того часу. Світлі античні образи в архітектурі тепер набули свого первинного, імперського звучання, як це й було в Стародавньому Римі з його войовничою величчю, жорстокістю, неповагою до кожної особистості в суспільстві.
Свої висновки зробив і кандидат архітектури Кириченко Є. І. : (російською)
| Жестокая регламентация строительства 2-й половины 18 - 1-й трети 19 вв. - обязательность строительства по утверждённым образцам, правила размещения домов на участке, размеры и даже стандартная окраска стен - впервые соотнесены декабристами с деспотизмом и насилием, направленными на унификацию личности, вызывают в середине 19 в. всеобщее недовольство, рождая ответное и столь же сознательное стремление к многообразию, заставляют применять мало известные и непопулярные ранее архитектурные формы. |

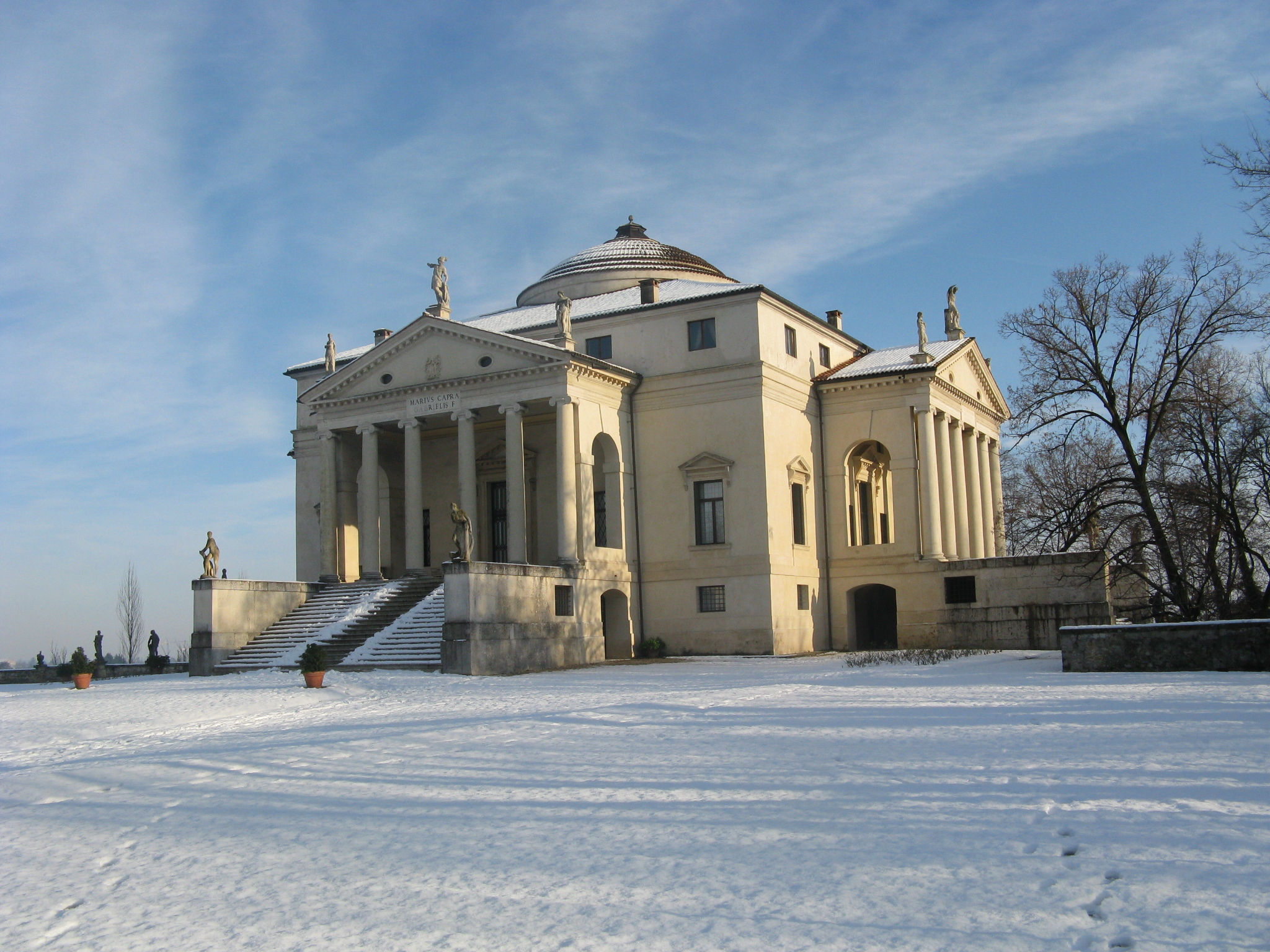
Вілла Ротонда взимку

Відносне панування ордерної архітектури з 1830-х років припиняється, починається період романтизму і далі — еклектики.
У 20 столітті і класицизм почав сприйматися вартим уваги і збереження, незважаючи на всі свої недоліки. Вілла Ротонда отримала статус пам'ятки Всесвітнього надбання ЮНЕСКО.